# Phytodietus spinipes
Phytodietus spinipes là một loài tò vò trong họ Ichneumonidae.